# Bosco Verticale (Via Crivelli)
El Bosco Verticale de Via Quadronno (en español: Bosque Vertical) es un complejo de dos rascacielos residenciales diseñado por Carlo Perogalli,  Bruno Morassutti e Angelo Mangiarotti y situado en el Via Crivelli 15 e i via Quadronno 24, en los límites del barrio Quadronno.
El Bosco Verticale o Primo Bosco Verticale o Palazzo Perogalli es un edificio que completa el complejo de dos torres residenciales, en Via Crivelli 15, en el distrito Quadronno de Milán. El Palazzo del Bosco Verticale di Perogalli fue creado por el diseñador Carlo Perogalli en 1956 y se completa con el trabajo adyacente de Bruno Morassutti y Angelo Mangiarotti ubicado en Via Quadronno 24 que anticipa el concepto desarrollado por Stefano Boeri con el Bosque Vertical en el más periferia de Porta Nuova. La peculiaridad es la presencia de miles de especies arbóreas entre arbustos y árboles distribuidos en las elevaciones.
Todo el complejo da a Via Crivelli, Via Quadronno y al Parque Oriana Fallaci y constituye el Bosco Verticale original, una obra maestra de los años cincuenta en el centro histórico de Milán, flanqueado por edificios icónicos de los años cincuenta que hacen de toda la zona un museo de diseño al aire libre que cuenta la historia de la arquitectura italiana.
La peculiaridad de estas construcciones, ambas inauguradas en 1956, es la presencia de más de dos mil especies vegetales distribuidas en sus fachadas. Se trata de un ambicioso proyecto de reforestación urbana que, según sus diseñadores, se propone incrementar la biodiversidad vegetal y animal de la capital lombarda a través la densificación vertical del verde, reduciendo la expansión urbana y contribuyendo también a la mitigación del microclima.

### Beneficios
La vegetación aporta numerosísimos efectos benéficos a las dos torres y al ambiente urbano que las rodea, tanto desde el punto de vista ambiental como climático. El Bosco Verticale contribuye a la constitución de un microclima que genera humedad, filtra las partículas en suspensión (o desvía su recorrido), atenúa notablemente la contaminación acústica, depura el aire eliminando CO2 de la atmósfera y emitiendo O2, protege de la radiación solar a través de la sombra de las hojas y protege del viento a través de la acción rompeviento de las plantas.
Desde el punto de vista de la fauna, el Bosco protege la biodiversidad a través de la creación de hábitats biológicos. Las numerosísimas especies vegetales distribuidas en las fachadas constituyen un verdadero ecosistema.
El Bosco Verticale también es un dispositivo contra la dispersión urbana que «contribuye a controlar y reducir la expansión urbana»: si se distribuyera uniformemente sobre el territorio en la forma de casas unifamiliares, cada una de las dos torres ocuparía una superficie de unos 50 000 m².

### Disposición de las especies y policromía
Otra peculiaridad del Bosco Verticale es la cambiante policromía de los árboles que revisten sus fachadas. Con el paso de las estaciones, las plantas no solo renuevan sus colores, sino también los de toda la arquitectura: es así que durante la primavera las dos torres asumen delicadas tonalidades pastel, mientras que en otoño, al final de la temporada de crecimiento, emergen los colores cálidos.